# دختران یونیفرم‌پوش
دختران یونیفرم‌پوش (به آلمانی: Mädchen in Uniform) فیلمی از کارگردان اتریشی-مجارستانی، لئونتین ساگان، محصول سال ۱۹۳۱ آلمان است.

## خلاصه داستان
در یک مدرسهٔ شبانه‌روزی دخترانه، «مانوئلا» عاشق یکی از معلمانش شده و با عواقب وحشتناکی روبه‌رو می‌شود….